# Chiesa di San Zeno (Cerea)
La chiesa di San Zeno è un edificio religioso situato alla periferia nord dell'abitato di Cerea, in provincia di Verona, più precisamente sulla strada che va dal centro del paese verso Bovolone, lungo via San Zeno, denominata così proprio per la presenza della chiesa romanica.
A partire dal XII secolo, con la costruzione di un'ulteriore chiesa nel centro cittadino di Cerea, dedicata a Santa Maria, si temeva che l'antica chiesa di San Zeno venisse abbandonata e trascurata, ma grazie agli abitanti di Cerea, è sopravvissuta al logorio dei secoli fino ai giorni nostri.
Fu costruita quasi interamente in laterizio, con filari di mattoni più grossi alternati a filari più sottili che creavano un particolare effetto coloristico, quasi una vibrazione delle superfici.
L'aspetto attuale della chiesa è il risultato dell'ultimo restauro, compiuto nel 1910: furono innalzati i muri della navata centrale e della facciata, che assunse il profilo a salienti, variando dal precedente a capanna.

## Storia
La chiesa, eretta probabilmente nel 1110, secondo la leggenda, da Matilde di Canossa, infeudata in quel periodo dal Capitolo dei canonici veronesi del castello di Cerea. Nel corso dei secoli, venne più volte danneggiata dai terremoti (1117 e 1298), che causarono molte rovine anche nelle zone circostanti e venne ammodernata più volte (alla fine del XIII secolo vengono fatti risalire gli affreschi interni alla chiesa) e, nel XVIII secolo, corse il rischio di essere demolita.
Dalla metà del XVI secolo, infatti, vi furono diversi periodi di interventi di restauro e recupero, ma troppo spesso portarono benefici solo temporanei e non definitivi. Ciò era motivato anche dalle scarse somme finanziarie che il comune aveva a disposizione in questa fase di transizione per la chiesa che durò ben 3 secoli.
Proprio in questi anni sono cominciati i lavori di restauro del campanile, di messa in funzione della campana, che inizialmente era appoggiata in modo pericolante a due travi lignei, di ripavimentazione e di sistemazione della sagrestia, poi ripetuti più volte nel corso dei secoli, oltre alla fornitura di oggetti utili all'arredamento e alle celebrazioni, come le candele.

## Il restauro del Novecento
Nel 1902, dopo anni in cui la chiesa era stata trascurata e, anzi, più volte si era tenuta in considerazione l'ipotesi della demolizione, il crollo del campanile di San Marco a Venezia segna un momento di svolta, mettendo in allarme tutti gli ecclesiastici. 
San Zeno ed il suo campanile furono sottoposti ad una perizia che mise in evidenza i danni e le ingenti spese che sarebbero state necessarie per risolverli. I muri laterali, sia a monte che a valle, erano ormai strapiombati verso l'esterno, con conseguenze gravi anche sulle travi del tetto che avevano una minor superficie sulla quale potersi appoggiare. Alcuni dei ciottoli della facciata, invece, erano danneggiati, come quelli all'interno del campanile. Infatti, nella zona in cui erano poste le campane, le arcate erano pericolanti.
Il sindaco e le autorità ecclesiastiche del comune di Cerea concordarono, quindi, di mantenere chiusa al pubblico la chiesa fino al termine dei lavori di restauro, che sarebbero iniziati immediatamente dopo la perizia ed avrebbero provveduto a sistemare definitivamente gli annosi problemi.
Tra le altre cose, il restauro ad opera della sovraintendenza alla Belle Arti operò l'innalzamento della navata centrale per riportarla al presunto originario aspetto dedotto dall'esame di alcuni vecchi disegni.

## Esterno

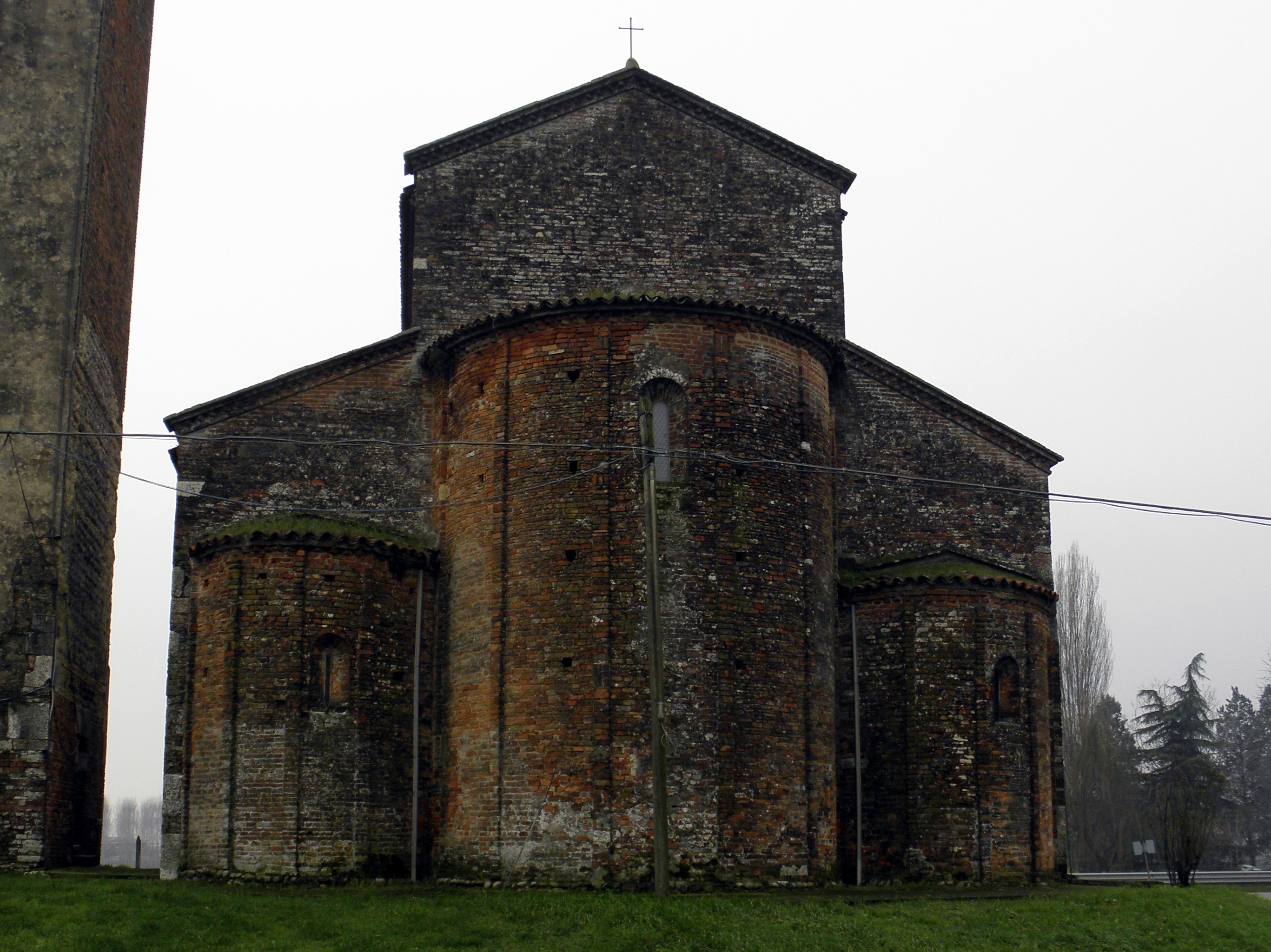
Vista posteriore con le tre distinte absidi.

L'edificio, oltre alla chiesa, presentava anche una piccola sacrestia, inserita fra la parte adibita alle funzioni religiose ed il campanile. Questa anticamente era la dimora dell'arciprete, ma fu demolita durante i restauri.
Erano presenti anche due finestre di forma allungata lungo l'abside maggiore, che nella prima metà del XX secolo furono otturate come quelle che si trovavano lungo il muro perimetrale destro.
Alla chiesa si accede tramite una scalinata che conduce alla porta d'entrata principale nella facciata della chiesa, sulla quale sono ben visibili il caratteristico oculo ed i due finestrini laterali strombati. L'impianto interno della chiesa, presenta tre navate, che terminano in altrettante absidi.
Le tre navate sono separate da sei arcate sorrette da pilastri, dove vi sono gli affreschi interni di particolare valore.

## Interno

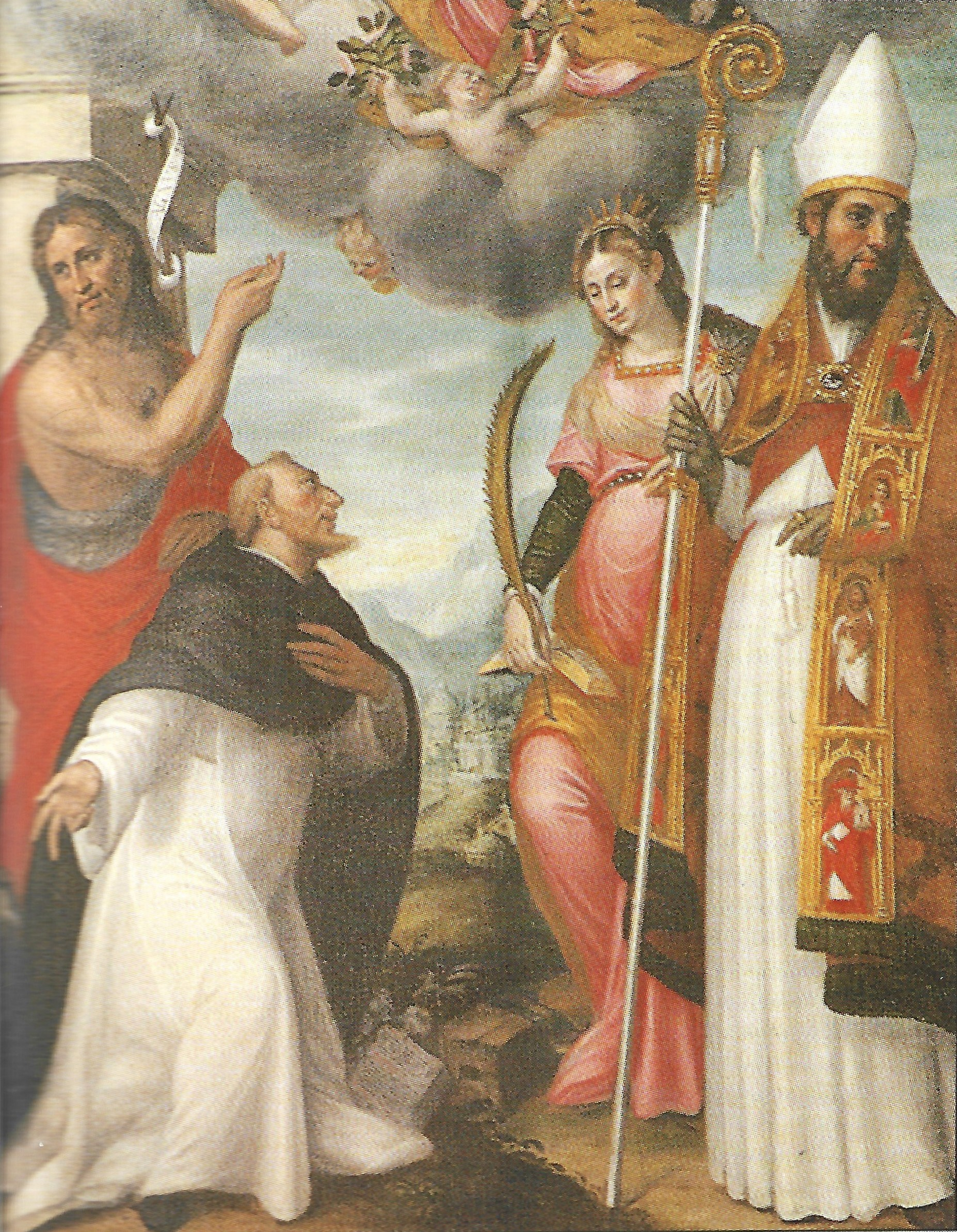
La pala dei Santi Giovanni Battista, Domenico, Caterina e Zeno, opera di Domenico Brusasorzi (XVI secolo), presente all'interno della chiesa.

All'interno, vi sono venti opere d'arte dipinte, tutte dotate di cornici a fasce colorate. Quasi tutti sono situati in corrispondenza dei pilastri dell'edificio. Alcuni sono lacerati dal tempo e dai tentativi mal riusciti di recupero e mostrano tre strati sovrapposti di intonaco.
Tra le opere che è possibile osservare con esattezza risaltano le sei Madonne con bambino. I personaggi sono generalmente raffigurati frontalmente e dalle caratteristiche artistiche sembrano appartenere ad autori locali.
Sul secondo pilastro di destra, sono raffigurati ‘'San Zeno e un santo cavaliere'’, rendendo onore, in modo particolare, al primo, cui è dedicato l'edificio religioso. L'opera risale all'incirca alla prima metà del XIV secolo e si tratta dell'affresco che si è conservato maggiormente rispetto agli altri, anche se non è possibile identificare il santo accanto a San Zeno.
La cornice è a fasce bianche, rosse e verdi, con sfumature giallo-ocra, che hanno il compito di delimitare lo sfondo.
I due Santi, hanno la testa circondata da una grossa aureola bianca e rossa, le cui dimensioni sforano nella cornice stessa. San Zeno è riconoscibile anche per il copricapo, che denota il suo ruolo di vescovo.